# Carrizo Springs
Carrizo Springs är administrativ huvudort i Dimmit County i Texas sedan 1880. Den första skolbyggnaden i Carrizo Springs restes 1881 och tidningen The Carrizo Springs Javelin grundades 1884. Enligt 2010 års folkräkning hade Carrizo Springs 5 368 invånare.